# Sint-Guibertuskerk (Itegem)
De Sint-Guibertuskerk is de parochiekerk van de tot de Antwerpse gemeente Heist-op-den-Berg behorende plaats Itegem, gelegen aan het Sint-Guibertusplein 21. De kerk is gewijd aan de heilige Guibertus van Gembloers.

## Geschiedenis
Vermoedelijk was er midden 11e eeuw voor het eerst sprake van een kerkgebouw. Tijdens de godsdiensttwisten (eind 16e eeuw) werd deze kerk verwoest om begin 17e eeuw hersteld te worden. In 1653-1661 werd een nieuwe toren gebouwd naar een ontwerp van Jan Veris. In 1789-1791 werd een grotere kerk gebouwd waarbij de 17e-eeuwse toren behouden bleef. In 1885 werden de zijbeuken in oostelijke richting verlengd naar ontwerp van F.H. Cox. Vanaf 1750 werd de kerk omring door een kerkhof, dat in gebruik was tot 1911. In 1916 werd de kerkhofmuur afgebroken, en de resterende graven ontruimd. Na de Eerste Wereldoorlog werd een oorlogsmonument met gedenksteen opgericht tegen de Westelijke gevel van de kerk, ter nagedachtenis van de gesneuvelde Itegemse soldaten.
In 2009 werd onder grote belangstelling de nieuwe kerkklok ingewijd door kardinaal Danneels, die de oude klok uit 1840 verving. In 2025 zal de torenspits van de kerk gerestaureerd worden, aangezien deze sinds een slecht uitgevoerde restauratie scheef staat. Ook de oorspronkelijke kerkhofpoort met Heilig Hartbeeld zal hersteld worden.

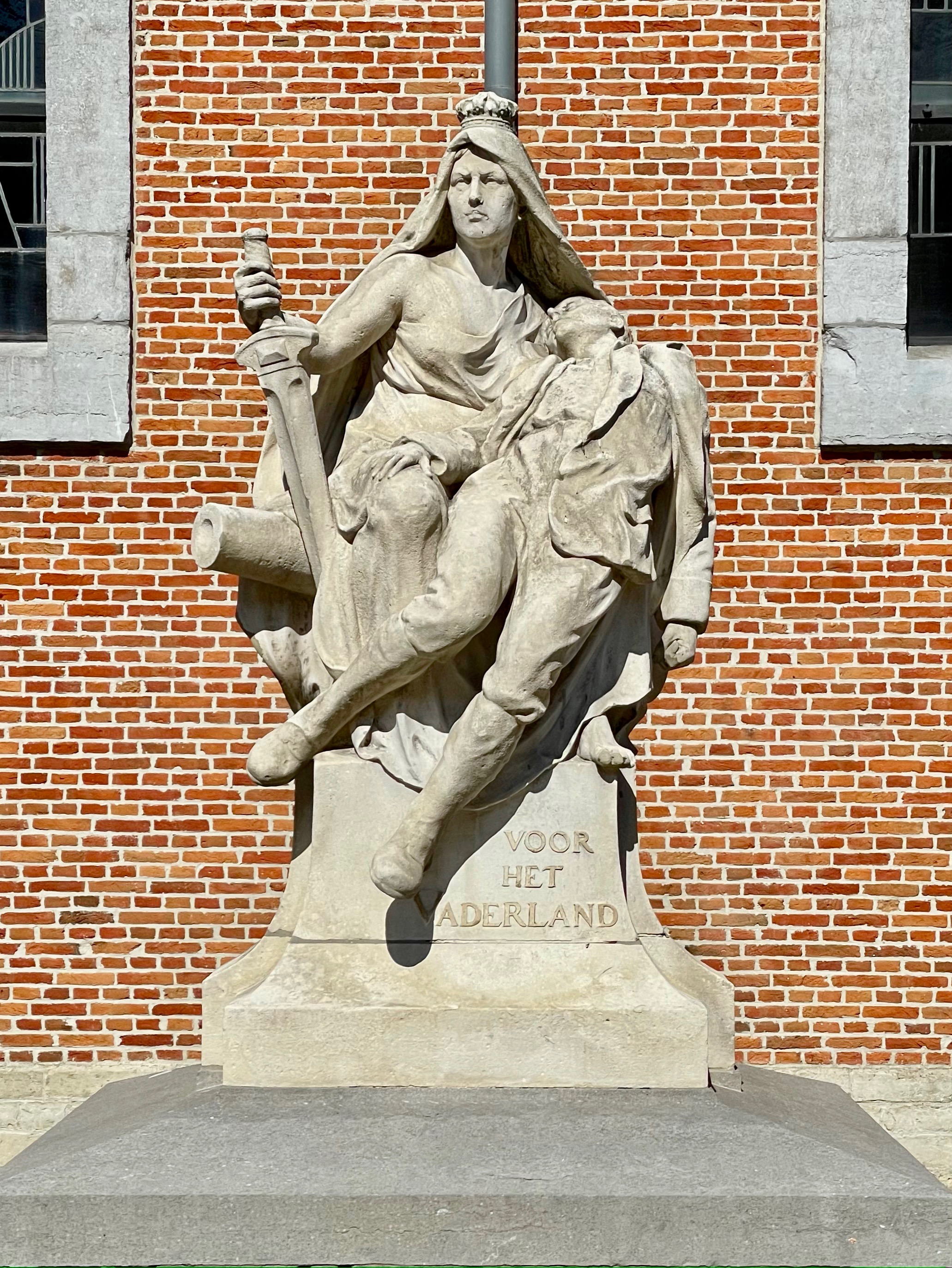
Het Oorlogsmonument langs de zuidgevel van de kerk

## Gebouw
Het betreft een georiënteerde bakstenen pseudobasiliek in classicistische stijl. De ingebouwde 17e-eeuwse westtoren is in zandsteen uitgevoerd en heeft een bijzondere lantaarn. Deze toren is in barokstijl.

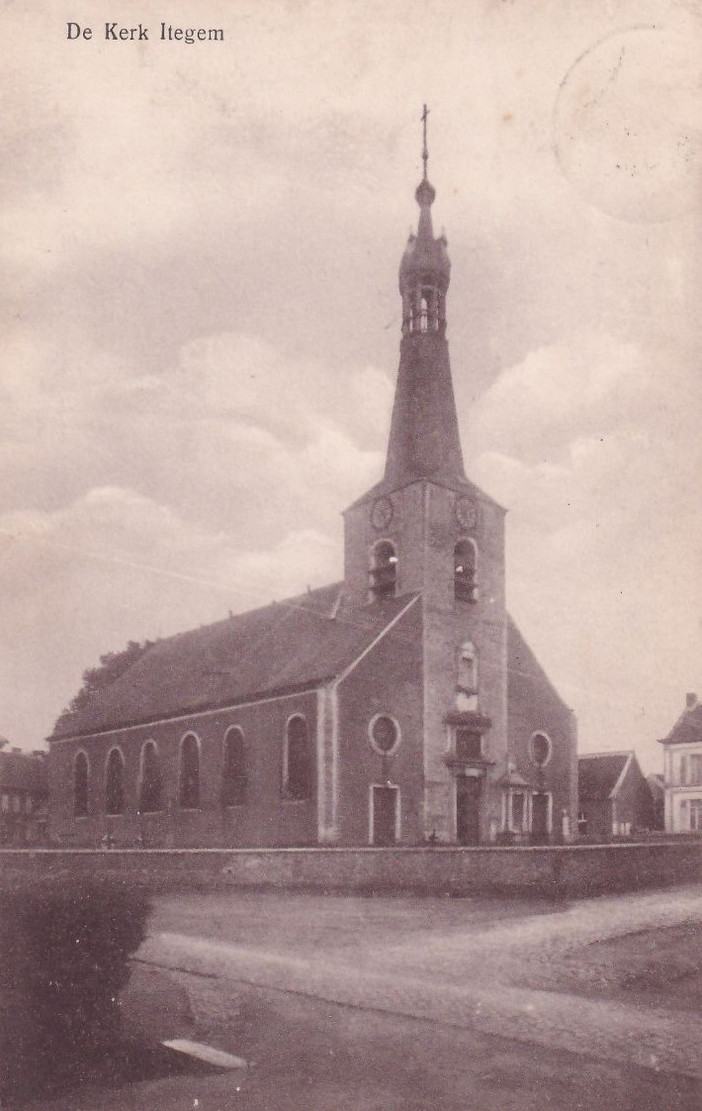
Itegem kerk, ca. 1910.

## Interieur
De kerk bezit twee 17e-eeuwse schilderijen en enkele gepolychromeerde houten beelden uit de 18e eeuw.
Het hoofdaltaar is in rococostijl (vierde kwart van de 18e eeuw). De lambrisering in classicistische stijl bevat medaillons die van de 18e-eeuwse preekstoel afkomstig zijn. De communiebank is van omstreeks 1700. Er zijn biechtstoelen van 1741 en 1780. Het doopvont is van omstreeks 1700.